# Pimelodella macturki
Pimelodella macturki är en fiskart som beskrevs av Eigenmann 1912. Pimelodella macturki ingår i släktet Pimelodella och familjen Heptapteridae. Inga underarter finns listade i Catalogue of Life.